# Jeff Berlin

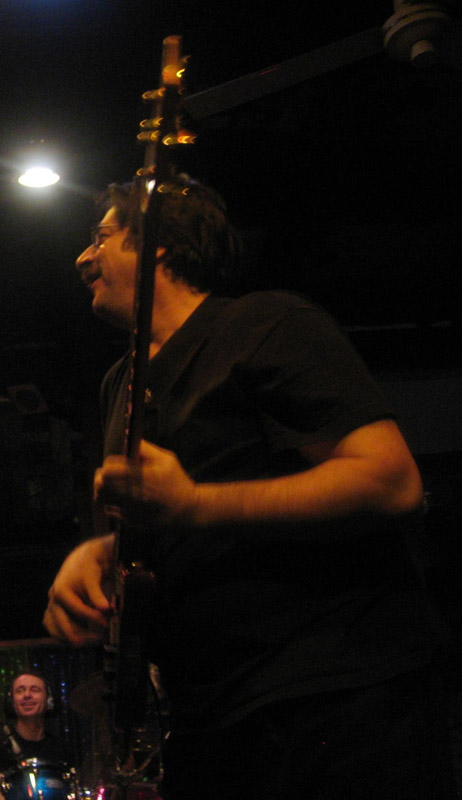
Jeff Berlin tijdens een optreden in 2007

Jeff Berlin (New York, 17 januari 1953) is een Amerikaans basgitarist. Hij is vooral bekend geworden als lid van Bruford, de band rond de Britse drummer Bill Bruford.
De fusion-benadering van Berlin doet wel denken aan de stijl van Jaco Pastorius, hoewel Berlin een normale basgitaar met frets bespeelt.
Berlin werd geboren als zoon van een operazanger en een pianiste. Hij werd als wonderkind op de viool beschouwd, maar schakelde op zijn veertiende over op de basgitaar. Hij werd onder andere geschoold aan het Berklee College of Music in Boston.
Berlins carrière begon in de jaren zeventig. Hij werd bekend door zijn medewerking aan het album I van Patrick Moraz, waarop ook gitarist Ray Gomez en drummer Alphonse Mouzon waren te horen. Aan het eind van de jaren zeventig toerde hij onder anderen met Toots Thielemans en was hij lid van de Bill Bruford band. Een aanbod om bij Van Halen te spelen wees hij in 1983 af. In 1988 voegde hij zich bij het trio van John McLaughlin voor een Europese tournee, en een jaar later verving hij Tony Levin tijdens een tournee van de Yes-incarnatie Anderson Bruford Wakeman Howe. In de jaren 90 verhuisde hij naar Florida en beperkte hij het toeren aanzienlijk omdat bij zijn zoon kanker was geconstateerd.
Zijn hoofdactiviteit is tegenwoordig lesgeven aan de Player's School of Music in Clearwater. Daarnaast schrijft hij columns en speelt hij met pianist Richard Drexler en drummer Danny Gottlib.
Berlin is mede-oprichter van het Bass Institute of Technology in Los Angeles.